# Green Island, Cairns
Green Island är en ö i Australien. Den ligger i kommunen Cairns och delstaten Queensland, omkring 1 400 kilometer nordväst om delstatshuvudstaden Brisbane. Arean är 0,18 kvadratkilometer. Green Island är en cay på toppen av revet Green Island Reef. Den sträcker sig 0,5 kilometer i nord-sydlig riktning, och 0,6 kilometer i öst-västlig riktning.
Genomsnittlig årsnederbörd är 1 514 millimeter. Den regnigaste månaden är mars, med i genomsnitt 340 mm nederbörd, och den torraste är september, med 5 mm nederbörd.